# Sisu Polar
Sisu Polar — семейство крупнотоннажных грузовых автомобилей, выпускаемых финским автопроизводителем Sisu Auto с 2011 года. Серия включает в себя два основных варианта DK12M и DK16M. Количество осей составляет 3, 4 или 5. На автомобили ставят двигатели производства Mercedes-Benz.

## Обозначения
- Sisu Rock — самосвал.
- Sisu Roll — мультилифт.
- Sisu Timber — лесовоз.
- Sisu Works — плужный снегоочиститель[3].
- Sisu Crane — автомобильный кран.
- Sisu Carrier — тягач.

## Производство
В предыдущей модели Sisu использовались кабины Renault и двигатели Cummins, Caterpillar, Renault и Mack, которые были доступны в зависимости от модели коробки передач (например, ZF). При разработке новой серии компания Sisu Auto хотела получить компоненты от одного партнёра, чтобы иметь более компактное устройство и избежать дополнительных инженерных работ, необходимых для сборки различных совместных компонентов. Ещё одной причиной было улучшение операций на вторичном рынке.
В то время, когда разрабатывалась новая серия моделей, автомобили Sisu распространялись в Финляндии компанией Veho, которая также представляла грузовики Mercedes-Benz. Sisu Auto подписала контракт с Daimler Trucks AG на поставку кабин, двигателей и коробок передач. Слухи о партнёрстве подтвердились, когда в конце лета 2010 года был замечен прототип. Поскольку проект был раскрыт, и Sisu Auto приобрела достаточно опыта, чтобы быть уверенной в строительстве, компания решила анонсировать новый продукт в августе 2011 года.
Полная серия была официально представлена на выставке Kuljetus 2011 в Йювяскюле в мае 2011 года. Салон Mercedes был оформлен в стиле Sisu промышленным дизайнером Jukka Pimiä. Решётка радиатора с четырьмя поперечными рёбрами напоминает предыдущую модель. Основными вариантами являются DK12M и DK16M. "K" означает высокую кабину, число обозначает объём двигателя в литрах, а "M" означает компоновку автомобиля.
Гамма полноприводных трёх- и четырёхосных моделей производится с января 2014 года. Большинство деталей взято у модели Mercedes-Benz Actros, отличия от которой заключаются только в раме и осях. 